# Lanloup
Lanloup (bretonisch Sant-Loupⓘ) ist eine französische Gemeinde mit 251 Einwohnern (Stand: 1. Januar 2022) im Département Côtes-d’Armor in der Region Bretagne. Einwohner der Gemeinde werden Lanloupais und Lanloupaises genannt.

## Geographie
Lanloup liegt etwa zwei Kilometer von der Meeresküste entfernt. Umgeben wird Lanloup von der Gemeinde Plouha im Osten und Süden, von Pléhédel im Südwesten und von Plouézec im Nordwesten.

## Bevölkerungsentwicklung
| 1962 | 1968 | 1975 | 1982 | 1990 | 1999 | 2008 | 2012 | 2020 |
| 331  | 284  | 236  | 209  | 195  | 214  | 276  | 264  | 224  |

## Sehenswürdigkeiten

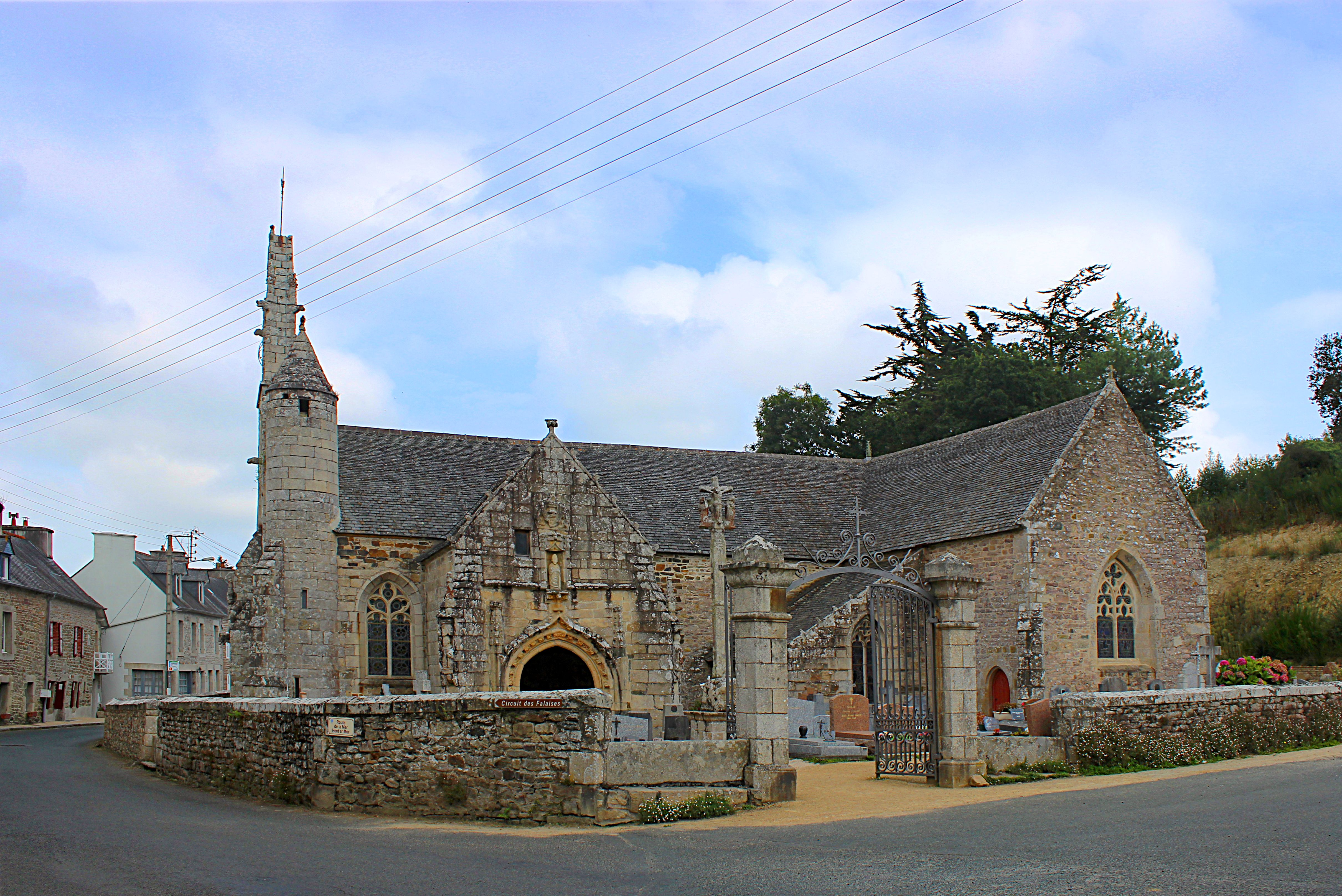
Kirche Saint Loup

Siehe auch: Liste der Monuments historiques in Lanloup
- Taubenturm Manoir de la Noë Verte, Herrenhaus aus dem 15. Jahrhundert, seit 2009 als Monument historique eingeschrieben
- Die im 15. und 16. Jahrhundert erbaute Kirche Saint-Loup, seit 1910 als Monument historique klassifiziert